# Лад (струнний інструмент)

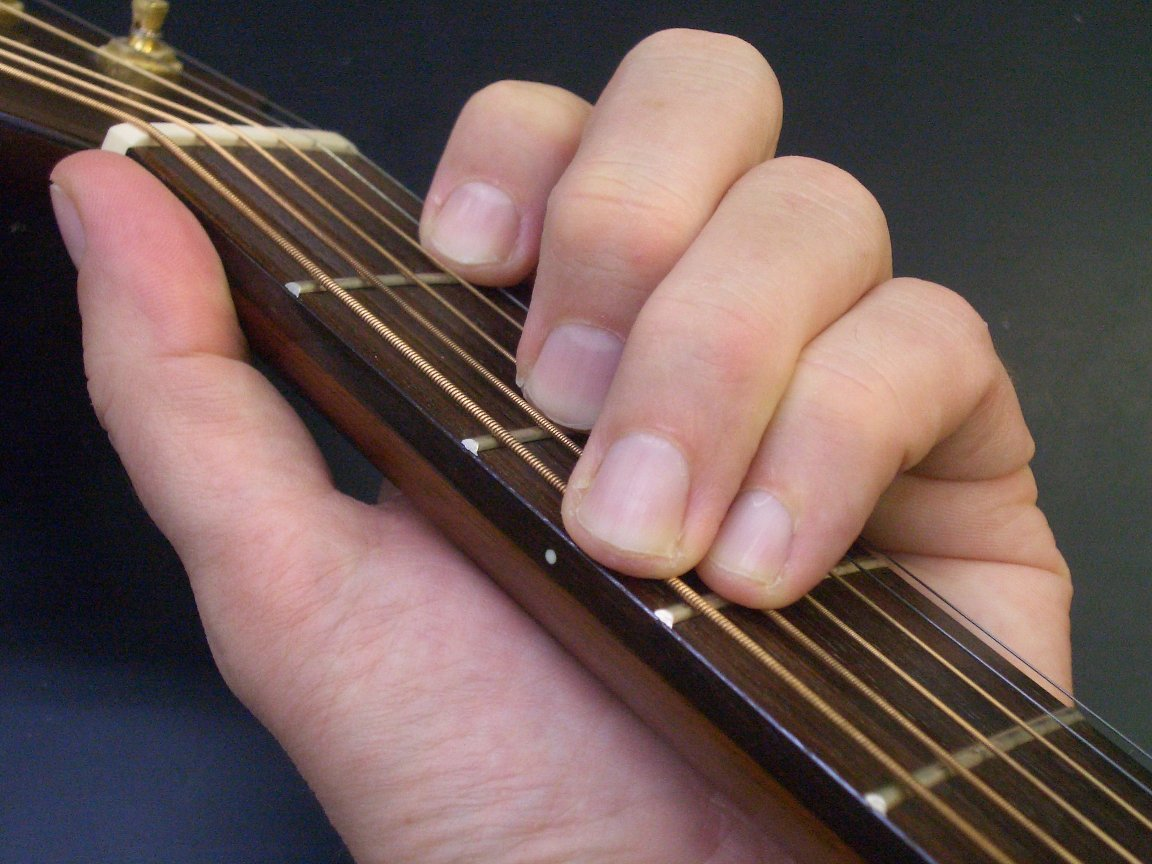
Лади на грифі гітари

Лад — вузька поперечина на грифі або шийці частини струнних інструментів (домри, балалайки, мандоліни, кобзи та інших), до яких під час гри виконавці притискають струни, змінюючи висоту звуків.
На більшості західних інструментів лади являють собою металеві смужки, вставлені в гриф. На історичних і на деяких неєвропейських інструментах ладами служать шматочки струн, обмотані навколо грифа.
Відношення довжин між будь-якою наступною парою ладів і попередньою завжди однакове і становить {\displaystyle {\sqrt[{12}]{2}}}, або 1,059463. Таким чином, дванадцятий лад ділить струну навпіл. Тобто струна, притиснута на дванадцятому ладу, звучить на октаву вище відкритої.

## Використання ладів
На практиці, музиканти під терміном лад фактично мають на увазі простір між двома сусідніми смужками металу, оскільки палець музиканта притискає струну до поверхні грифа між ладами, а не до самої смужки. Притискаючи струну до ладу, музикант скорочує її довжину, в результаті чого підвищується її тон — звучить лише відрізок струни від нижнього поріжка до затиснутого ладу.
Наявність ладів дає інструменту певні переваги і недоліки. Металевий лад підсилює і подовжує коливання струни — звук струни, опертої з одного кінця на м'яку подушечку пальця затухає швидше. Іншою перевагою ладів є те, що вони полегшують видобування звуків стандартної звуковисотності, що особливо полегшує гру акордів. З іншого боку прив'язка до фіксованого звукоряду обмежують музиканта у можливості варіювати звуковисотність. На інструментах з тонкими ладами висота звуку може змінюватися в залежності від тиску пальця на струну за ладом. Однак такі прийоми більше підходять для безладових інструментів. Іншим прийомом, що використовують джазові і рок-гітаристи — є відтягування струни в сторону.
Деякі інструменти мають різновиди з ладами і без ладів. Наприклад, існують безладові бас-гітари (fretless), які в цьому відношенні нагадують контрабас. Зрідка зустрічаються і безладові гітари.